# Стемман, Александр Фёдорович
Александр Фёдорович Стемман (13 февраля 1856, Санкт-Петербург — 19 июня 1914, Плюсса, Псковская область) — офицер Русского императорского флота, вице-адмирал. Участник русско-японской войны.

## Биография

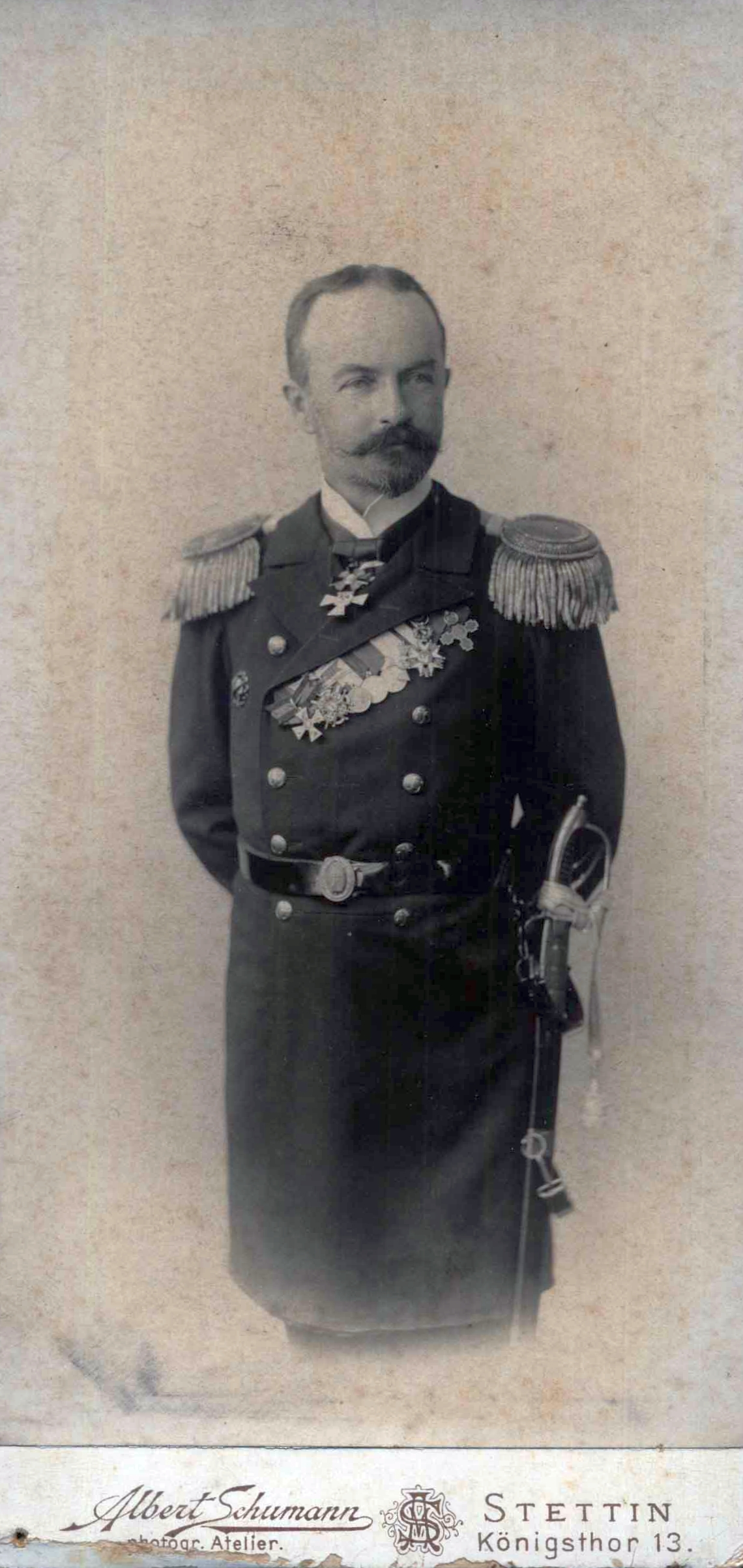
А. Ф. Стемман

Родился 13 февраля 1856 в семье почётного гражданина Санкт-Петербурга.
1865-1866 — учился в гимназии К. Мая. 16 сентября 1871 — Поступил в Морской корпус.
11 сентября 1874 — Унтер-офицер. 13 апреля 1875 — Гардемарин.
1875—1877 — В плавании на фрегате «Светлана» в Средиземном море и Атлантике. 30 августа 1876 — Мичман.
14 июля 1877 — 25 мая 1878 — Участвовал в боевых действиях на Дунае на катерах и миноносцах; обеспечивал оборону Батинской переправы и прикрытие береговых батарей.
2 июня 1878 — Прикомандирован к Гвардейскому флотскому экипажу. 7 февраля 1879 — Переведён в Гвардейский флотский экипаж постоянно.
26 сентября 1880 — Окончил Минные офицерские классы.
1880—1884 — И. д. минного офицера фрегата «Герцог Эдинбургский», в кругосветном плавании. Участвовал в гидрографическом обследовании бухт залива Америка и Амурского залива.
1 января 1881 — Лейтенант.
6 декабря 1884 — Минный офицер фрегата «Светлана».
1885—1889 — Командир миноноски «Кречет».
4 апреля 1886 — Председатель комиссии по освидетельствованию пироксилина, отправляемого с Санкт-Петербургского порохового завода в Николаевский порт.
1888 — Вахтенный начальник императорской яхты «Александрия». 1 января 1889 — Содержание капитан-лейтенанта по цензу.  16 апреля 1890—1891 — Командующий катерами императорской флотилии.
24 октября 1890 — Член экипажного суда.
1 января 1892 — Капитан 2-го ранга.
9 февраля 1892 — Старший офицер крейсера «Адмирал Нахимов», на котором совершил переход на Тихий океан.
20 марта 1895 — Командир минного крейсера «Гайдамак» (в апреле-июне 1895 в составе объединённой русской эскадры в Чифу).
13 июня 1896—1898 — Командир броненосца береговой обороны (монитора) «Лава».
4 мая 1898 — Окончил курс военно-морских наук Николаевской морской академии.
6 декабря 1898 — Капитан 1-го ранга. 15 февраля 1899 — Командир строящегося крейсера «Богатырь».
1902 — Перешёл на крейсере «Богатырь» в Порт-Артур. Участвовал в русско-японской войне, командуя крейсером в составе Владивостокского отряда крейсеров. 2 мая 1904 — В тумане крейсер село на камни у мыса Брюса, в результате чего вышел из строя до августа 1905 года. 1904—1905 — И. д. начальника среднего отдела Владивостокской крепости. Август 1905 — Освобождён от должности командира крейсера с оставлением в крепости.
5 декабря 1906 — И. д. градоначальника Керчи-Еникале.
8 января 1907 — Генерал-майор по Адмиралтейству. 28 февраля 1907 — Контр-адмирал с зачислением по флоту. 18 января 1910 — Вице-адмирал с увольнением от службы.
Умер на станции Плюсса, похоронен на Никольском кладбище Александро-Невской лавры.

## Семья
- Жена: Вера Михайловна (урождённая Максимович)
- племянники:
  - 1887 — Михаил
  - 1891 — Борис
  - 1894 — Георгий

## Награды
Российской империи:
- Серебряная медаль «В память русско-турецкой войны 1877—1878» (2 июня 1878)
- Орден Святого Станислава 3-й степени с мечами и бантом (11 ноября 1878)
- Орден Святой Анны 3-й степени (1 января 1885)
- Орден Святого Станислава 2-й степени
- Орден Святого Владимира 4-й степени с бантом за 18 морских кампаний
- Орден Святой Анны 2-й степени (1895)
- Орден Святого Владимира 3-й степени (6 декабря 1903); мечи к ордену (7 июня 1904) за участие в русско-японской войне.

Иностранных государств:
- Румынский Железный Крест (30 июня 1879)
- Прусский орден Красного Орла (9 сентября 1902)